# Luna 9
Luna 9 (appelée aussi Lunik 9 ou Objet 01954) est une sonde spatiale soviétique du programme Luna, lancée en janvier 1966, qui a réussi le 3 février 1966 le premier atterrissage en douceur sur la Lune.

## Contexte

### Le programmeLuna
Luna 9 fait partie du programme Luna, qui comprend plus d'une quarantaine de missions robotiques lancées entre 1959 et 1976 par l’Union soviétique pour étudier la Lune. Les objectifs du programme sont en partie dictés par des considérations politiques : la course à l'espace qui oppose Soviétiques et Américains vise à démontrer la supériorité du savoir-faire de chaque pays, et à travers celui-ci, du régime politique. La recherche des premières prend parfois le pas sur les objectifs scientifiques.
Les sondes du programme Luna effectuent ainsi le premier survol de la Lune (Luna 1 en janvier 1959), font s'écraser le premier objet artificiel sur le sol de notre satellite (Luna 2 en septembre 1959) et réalisent les premières photos de la face cachée de la Lune (Luna 3 en octobre 1959). Le programme lunaire soviétique connaît par la suite entre 1960 et 1965 une série continue de 13 échecs, dont seulement cinq sont rendus officiels à l'époque.

### Nouveau lanceur et nouvelle sonde spatiale
Le responsable du programme soviétique, Sergueï Korolev, veut réussir un atterrissage en douceur sur le sol lunaire. Pour y parvenir, il fait développer une variante plus puissante du lanceur Luna : la nouvelle fusée, baptisée Molniya, dispose d'un troisième étage plus puissant (Bloc I) et d'un quatrième étage (Bloc L). Grâce à cette configuration, elle peut placer 1,5 tonne sur une orbite de transit vers la Lune, contre 300 kg pour le lanceur Luna.
Pour remplir sa mission, le lanceur commence par se placer en orbite basse autour de la Terre, puis après une période de vol non propulsé, le quatrième étage est allumé pour placer la sonde spatiale sur sa trajectoire vers la Lune. La sonde est nouvelle. De type Ye-6, elle comprend un étage propulsif chargé d'annuler la vitesse à l'arrivée à proximité du sol lunaire et une charge utile de forme sphérique capable d'absorber le choc de la vitesse résiduelle.

### Une série d'échecs
Le premier lancement de la nouvelle sonde est effectué le 4 janvier 1963 mais échoue lorsque le quatrième étage de son lanceur ne parvient pas à se rallumer en orbite terrestre. Onze sondes de la série Ye-6, dont quatre sont seulement rendues officielles à l'époque, Luna 4 à Luna 8, sont lancées entre janvier 1963 et décembre 1965, mais aucune ne parvient à mener à bien la mission projetée : quatre sondes sont victimes de défaillance au lancement, deux d'une défaillance du quatrième étage du lanceur en orbite terrestre, la sonde est perdue dans deux cas durant le transit Terre-Lune tandis que trois s'écrasent à la surface de la Lune. C'est une période noire pour l'astronautique soviétique qui perd entre 1962 et 1965 26 sondes spatiales (en comptant les sondes martiennes et vénusiennes) sans enregistrer un seul succès.
Fin 1965, Korolev transfère au bureau d'études Lavotchkine la responsabilité du programme des sondes spatiales. L'ingénieur Gueorgui Babakine, qui dirige le bureau, apporte deux modifications à la sonde rebaptisée à cette occasion Ye-6m : les airbags qui amortissent le choc à l'atterrissage sont désormais gonflés après la séquence de freinage et une nouvelle version du système de guidage est mise au point.

## Objectifs de la mission
L'objectif de la mission Luna 9 était d'obtenir des informations sur les caractéristiques du sol lunaire. Parmi elles on peut citer :
- la quantité de cratères, leur structure ainsi que leur taille ;
- la quantité, la distribution et la taille des roches ;
- les propriétés mécaniques de la surface telles que sa résistance, sa cohésion, sa compressibilité ;
- la détermination et la reconnaissance des processus à l'origine des formations géologiques visibles à la surface lunaire.

## Déroulement de la missionLuna 9
La première tentative de lancement du nouveau modèle de sonde est un succès. La sonde Luna 9 est lancée le 31 janvier 1966. À 75 km de la surface de la Lune, le radio-altimètre déclenche les rétrofusées, tandis que le trépied d'atterrissage est mis en place. La vitesse passe de 2 600 m/s à quelques mètres par seconde[réf. incomplète]. La sonde se pose en douceur le 3 février 1966 à 18 h 44 min 52 s UTC dans l’Oceanus Procellarum (l'« Océan des tempêtes »). Moins de trois heures après l'arrivée, une camera à deux mètres du sol envoie les premières images panoramiques de la surface lunaire. Quarante-cinq images télévisées en 1000 lignes sont diffusées lors de sept sessions de transmissions, soit un total de 8 h et 5 min ; elles permettent la restitution de quatre panoramas avant que la batterie, source unique d'énergie, ne s'épuise le 6 février.

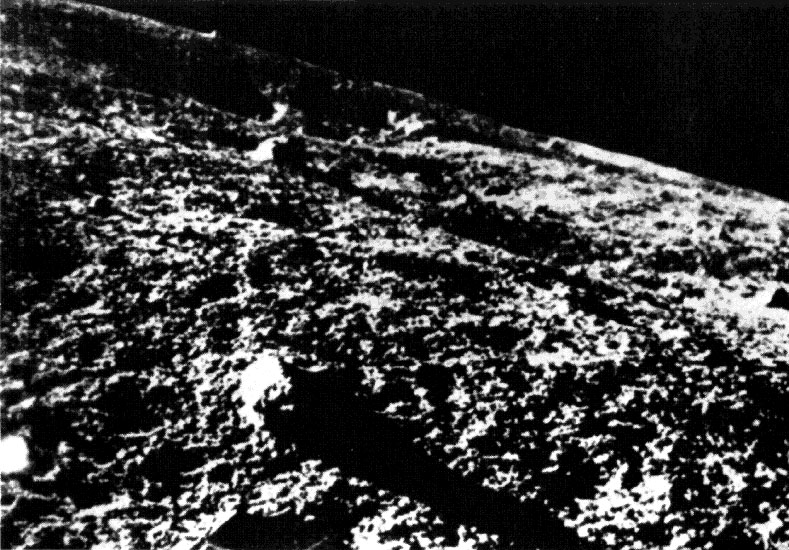
Première photo du sol lunaire prise par Luna 9.

L'observatoire de Jodrell Bank en Angleterre, qui capte systématiquement les émissions radios des sondes soviétiques, décode les images transmises et les publie aussitôt, avant leur diffusion dans la soirée par les médias soviétiques. Elles montrent sous un éclairage rasant un sol grêlé, d'apparence rugueuse, d'où pointent quelques aspérités. L'échelle des clichés manque aux Britanniques pour évaluer la dimension de ces pointes, mais leurs commentaires estiment qu'ils s'agit probablement de cailloux de quelques centimètres. Ces vues écartent l'hypothèse (et la crainte) d'une surface lunaire recouverte d'une épaisse couche de poussière, mais indiquent au contraire un terrain suffisamment dur pour supporter l'atterrissage d'êtres humains, une sorte de lave spongieuse perforée par les météorites[réf. incomplète].
Une fois assemblées, les photographies permettent aux Soviétiques de rendre publique, le 7 février, une vue panoramique du lieu d'atterrissage. Elle comporte des prises de vues des roches environnantes comprenant des détails millimétriques au premier plan ainsi que la ligne d'horizon située à 1,4 km de l'atterrisseur, très nette en raison de l'absence d'atmosphère[réf. incomplète]. D'autres instruments mesurent une température au sol de 250 °C, alors que le Soleil n'est qu'à 15° au-dessus de l'horizon, température qui dépasse largement les estimations à 140 °C.
Les Soviétiques battent ainsi une fois de plus les Américains, qui ne parviennent à poser Surveyor 1 que le 2 juin 1966, à la première tentative, après avoir été longtemps retardés par les déboires de mise au point de l'étage Centaur.
- Date de lancement : 31 janvier 1966 à 11 h 45 min 0 s (UTC)
  - Site de lancement : Tyuratam, Cosmodrome de Baïkonour (Kazakhstan)
  - Lanceur : Molniya
- Masse : 1 583 kg au lancement, capsule lunaire de 100 kg[5]
- Date d'atterrissage : 3 février 1966 à 18 h 44 min 52 s (UTC)
  - Longitude du site d'atterrissage : 64,12° W[5]
  - Latitude du site d'atterrissage : 7,8° N[5]
- Fréquence d'émission radio : 183,538 mégahertz

## Caractéristiques techniques
La sonde, de type Ye-6M, est longue de 2,7 mètres pour une masse d'environ 1,6 tonne. Elle comprend trois sous-ensembles dans le prolongement l'un de l'autre.
Le système de propulsion principal repose sur un moteur-fusée Isaïev, de 4,64 tonnes de poussée et consommant des ergols hypergoliques, qui est chargé d'annuler la vitesse de la sonde avant l'atterrissage. Quatre petits moteurs de 245 newtons de poussée situés sur ses flancs sont utilisés pour le contrôle d'attitude durant la phase de descente.
Le compartiment moteur est surmonté par un compartiment pressurisé contenant l'avionique et le système de télécommunications. Sur les flancs de ce module se trouvent deux sous-modules. L'un contient un radar altimètre utilisé pour déclencher la mise à feu du moteur-fusée durant la descente ainsi que les moteurs chargés du contrôle d'attitude durant le transit Terre-Lune. Le second contient les capteurs chargés de déterminer l'orientation durant le vol.
Au sommet se trouve l'atterrisseur proprement dit qui est une sphère de 58 cm de diamètre hermétiquement scellée et pesant 105 kg. Libérée au moment de l'arrivée, elle contient un système de télécommunications, un programmateur, un régulateur thermique, des batteries, une caméra de 1,8 kg et des instruments scientifiques. La sphère est entourée de deux airbags gonflés durant la phase de descente, qui la protègent du choc à l'atterrissage. Une fois sur le sol lunaire, la sphère s'ouvre en déployant quatre pétales et quatre antennes de 75 cm de long. Les batteries fournissent assez d'énergie pour cinq heures d'activité de la sonde sur une période de quatre jours. Les pétales déployables et un centre de masse décentré permettent de garantir que la sonde se pose avec la face supérieure dirigée vers le haut.